# Serranía de la Macarena
Serranía de la Macarena je izolirano gorovje v departmaju Meta v Kolumbiji. Ime je dobilo po Devici upanja iz Macarene. Gore so na svojem skrajnem severu od vzhodnih Andov ločene za približno 40 km. Območje je usmerjeno od severa proti jugu in je 120 km dolgo in 30 km široko. Najvišji vrh (El Gobernador, guverner) doseže 2615 m in je najvišja točka naravne regije Orinoquía. Prvi narodni rezervat v Kolumbiji je bil ustanovljen v osrednjem delu gorovja v skladu s kongresnim zakonom, razglašenim leta 1948. Status narodnega naravnega parka je bil razglašen leta 1971, zavarovano območje pa obsega 6200 km².

## Biotska raznovrstnost
Narodni park obsega ekološko edinstveno stičišče flore in favne regij Amazonije, Orinoka in Andov. Območje ima tropsko podnebje, temperature se gibljejo od 5,5 °C do 31 °C. Te lastnosti pomagajo ohranjati visoko raven biotske raznovrstnosti s številnimi endemičnimi in redkimi vrstami.
Ekosistemi v parku vključujejo deževni gozd, suh gozd, grmičevje in savano. V gorah raste okoli 50 znanih vrst orhidej, botaniki, ki preučujejo območje, pa so identificirali več kot 2400 drugih vrst rastlin. Od tega jih je več kot 400 mogoče najti tudi v podobmočjih Orinoquía. Rastline v Macareni se še manj prekrivajo z 8000 vrstami v podregiji Amazonije.
Favna ekosistema vključuje mravljinčarje, jaguarje, pume, jelene, 8 vrst opic, 500 vrst ptic, vključno s sivonogim tinamoujem (Crypturellus duidae), 1200 vrst žuželk in 100 vrst plazilcev.

## Ekoturizem
Narodni park in ekološki rezervat La Macarena je mednarodno znan po Caño Cristales, ki jo ljudje, ki so jo obiskali, poznajo kot eno najlepših rek na svetu.
V parku so tudi petroglifi starodavnih kultur (peroglifi Angosturas I in II v reki Guayabero). Obstajajo tudi ogromni slapovi, kot so Caño Canoas, El Salto de Yarumales, El Salto del Mico, Soplaculos in drugi. Večina jih je zaradi razgibanega terena težko dostopna peš.
V bližini mesta La Macarena sta Botanični vrt La Macarena4 in zasebni rezervat La Madrevieja de El Carmen., kraja, ki ponujata možnost naravnega turizma, ki svoje obiskovalce vključuje v obnovitvene dejavnosti.

## Geologija
Kamnine ki tvorijo podlago na vzhodni strani Macarenas so predkambrijski granit Gvajanskega ščita v dolini reke Guaviare in območje San Jose del Guaviare. Kamnine ščita prekrivajo peščenjaki in konglomerati iz formacije Vaupes od spodnjega paleozoika do nižje oligocenske starosti.